# Фернандо Корнехо
Фернандо Андрес Корнехо Хіменес (ісп. Fernando Andrés Cornejo Jiménez, 28 січня 1969, Кінта-де-Тількоко — 24 січня 2009, Сантьяго) — чилійський футболіст, що грав на позиції захисника.
Виступав, зокрема, за клуб «Кобрелоа», а також національну збірну Чилі, у складі якої був учасником чемпіонату світу 1998 року.

## Клубна кар'єра
У дорослому футболі дебютував 1990 року виступами за команду клубу «О'Хіггінс», в якій провів два сезони. 
Своєю грою за цю команду привернув увагу представників тренерського штабу клубу «Кобрелоа», до складу якого приєднався 1992 року. Відіграв за команду з Калами наступні шість сезонів своєї ігрової кар'єри.
Протягом 1998—1999 років захищав кольори команди клубу «Універсідад Католіка».
2000 року повернувся до клубу «Кобрелоа», за який відіграв ще п'ять сезонів. Більшість часу, проведеного у складі «Кобрелоа», знову був основним гравцем захисту команди. Завершив професійну кар'єру футболіста у 2004 році.
Помер через рак шлунка 24 січня 2009 року, не доживши чотирьох днів до свого 40-річчя, у місті Сантьяго.

## Виступи за збірну
1991 року дебютував в офіційних матчах у складі національної збірної Чилі. Протягом кар'єри у національній команді, яка тривала 10 років, провів у формі головної команди країни 32 матчі, забивши 2 голи.
У складі збірної був учасником двох розіграшів Кубка Америки: 1993 і 1997 років.
Учасник чемпіонату світу 1998 року у Франції. На світовій першості взяв участь у двох з трьох іграх групового етапу, за результатами якого чилійці з другого місця вийшли до плей-оф, а також у програному з рахунком 1:4 матчі 1/8 фіналу проти збірної Бразилії.